# Rodrigo y Gabriela (álbum)
Rodrigo y Gabriela é o segundo álbum de estúdio da dupla de violonistas mexicanos homônima.
O álbum, lançado em 17 de Fevereiro de 2006, contém 9 músicas, sendo 2 covers (Stairway to Heaven, do Led Zeppelin, e Orion, do Metallica). A versão Japonesa do álbum contém uma faixa bônus chamada "Señorita Xxx".
O álbum teve certificação de platina na Irlanda.

## Faixas
| N.º            | Título                            | Compositor(es)                            | Duração |  |
| 1.             | "Tamacun"                         | Rodrigo y Gabriela                        | 3:25    |  |
| 2.             | "Diablo Rojo"                     | Rodrigo y Gabriela                        | 4:56    |  |
| 3.             | "Vikingman"                       | Rodrigo y Gabriela                        | 4:03    |  |
| 4.             | "Satori"                          | Rodrigo y Gabriela                        | 5:04    |  |
| 5.             | "Ixtapa"                          | Rodrigo y Gabriela                        | 5:13    |  |
| 6.             | "Stairway to Heaven"              | Jimmy Page, Robert Plant                  | 4:44    |  |
| 7.             | "Orion"                           | James Hetfield, Lars Ulrich, Cliff Burton | 7:44    |  |
| 8.             | "Juan Loco"                       | Rodrigo y Gabriela                        | 3:27    |  |
| 9.             | "PPA (Pinche Personal Assistant)" | Rodrigo y Gabriela                        | 4:12    |  |
| Duração total: | Duração total:                    | Duração total:                            | 42:49   |  |

| Japan Bonus Track |                |         |  |
| N.º               | Título         | Duração |  |
| 10.               | "Señorita Xxx" | 4:12    |  |

## Músicos
- Rodrigo Sánchez – violão
- Gabriela Quintero – violão

### Músico convidado
- Roby Lakatos – violino em "Ixtapa"

## Desempenho nas paradas musicais

### Álbum
| Chart               | Melhor posição |
| ------------------- | -------------- |
| French Albums Chart | 70             |
| Irish Albums Chart  | 1              |
| Swiss Albums Chart  | 90             |
| UK Albums Chart     | 53             |

#### Na Billboard Americana
| Ano  | Ranking                | Posição | Ref.            |
| ---- | ---------------------- | ------- | --------------- |
| 2006 | Top World Music Albums | #4      | Fonte:Billboard |
| 2006 | Top World Music Albums | #1      | Fonte:Billboard |
| 2006 | Top Independent Albums | #11     | Fonte:Billboard |
| 2006 | Top Heatseekers        | #3      | Fonte:Billboard |
| 2007 | Top Internet Albums    | #160    | Fonte:Billboard |
| 2007 | The Billboard 200      | #98     | Fonte:Billboard |

## Vendas e certificações
| Críticas profissionais | Críticas profissionais |
| Avaliações da crítica  | Avaliações da crítica  |
| Fonte                  | Avaliação              |
| ---------------------- | ---------------------- |
| Allmusic               | [ 5 ]                  |

| País    | Empresa | Certificação | Vendas  | Ref.  |
| ------- | ------- | ------------ | ------- | ----- |
| Irlanda | IRMA    | Platina      | 15.000+ | [ 1 ] |